# Voivodato de Augustów
El voivodato de Augustów fue creado en 1816 a partir del departamento de Łomża. Su capital fue Łomża hasta 1818, cuando fue transferida a Suwałki. En 1837 se transformó en la gobernación de Augustów.

## Divisiones administrativas
Se dividió en 7 condados:
- Condado de Biebrzańsk (capital en Szczuczyn)
- Condado de Dąbrowski (capital en Lipsk, más tarde en Augustów)
- Condado de Kalvarija
- Condado de Łomża
- Condado de Marijampolė
- Condado de Tykociń
- Condado de Wigierski-Sejny (capital en Sejny)

## Transporte
El canal de Augustów fue construido entre 1823 y 1837 en el voivodato de Augustów del Reino de Polonia. Desde el momento en que se construyó, los expertos describieron el canal como una maravilla tecnológica, con 22 presas y 18 esclusas que contribuyen a su atractivo estético. Fue el primer canal a nivel de cumbre en Europa Central en proporcionar un enlace directo entre los dos ríos principales, el río Vistula a través del río Biebrza, un afluente del río Narew, y el río Neman a través de su afluente, el río Czarna Hancza.
- Datos: Q1142336